# Wiesmann Automotive

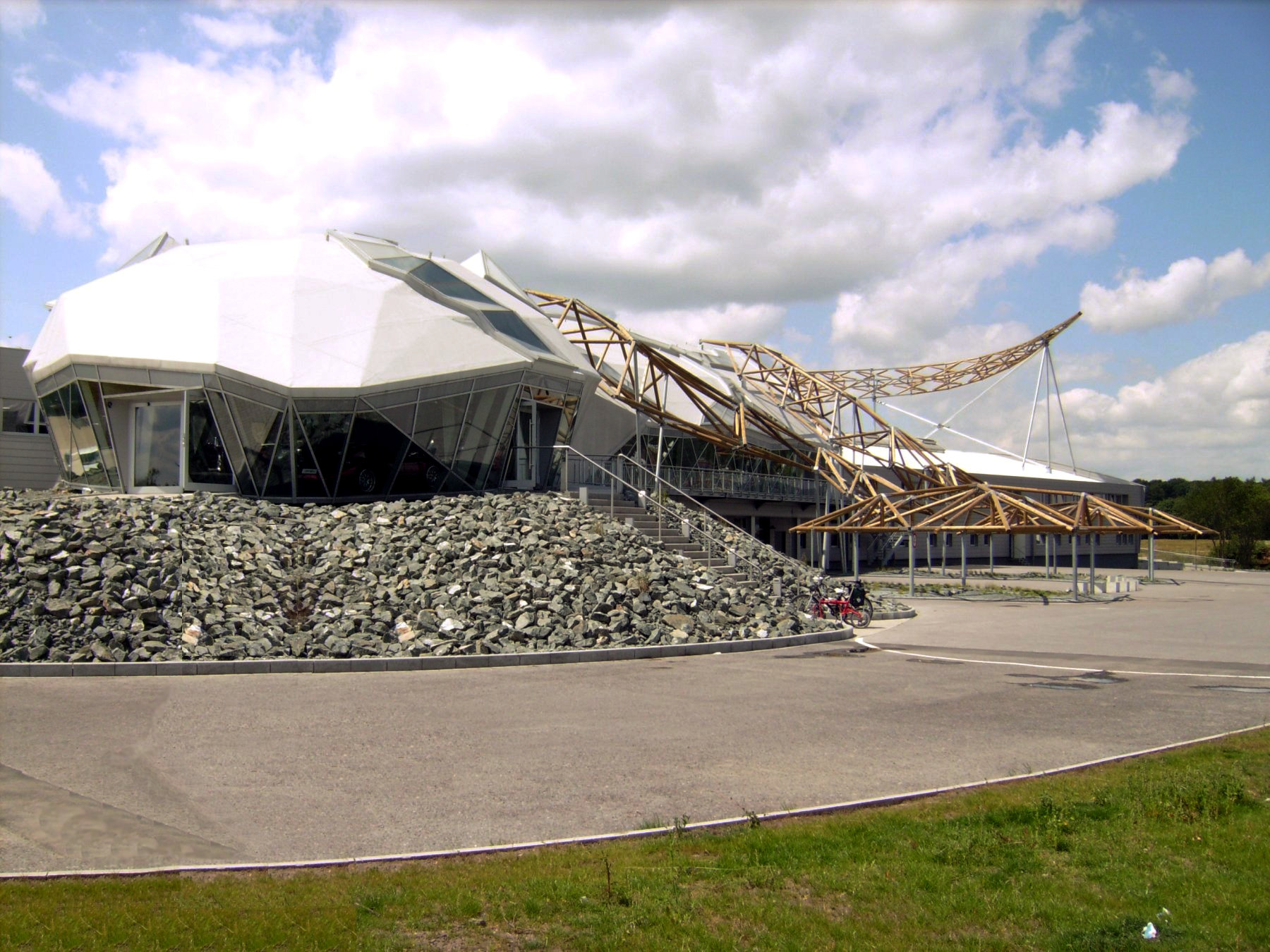
Wiesmann-Firmengebäude mit Dachkonstruktion in Gecko-Form 2008

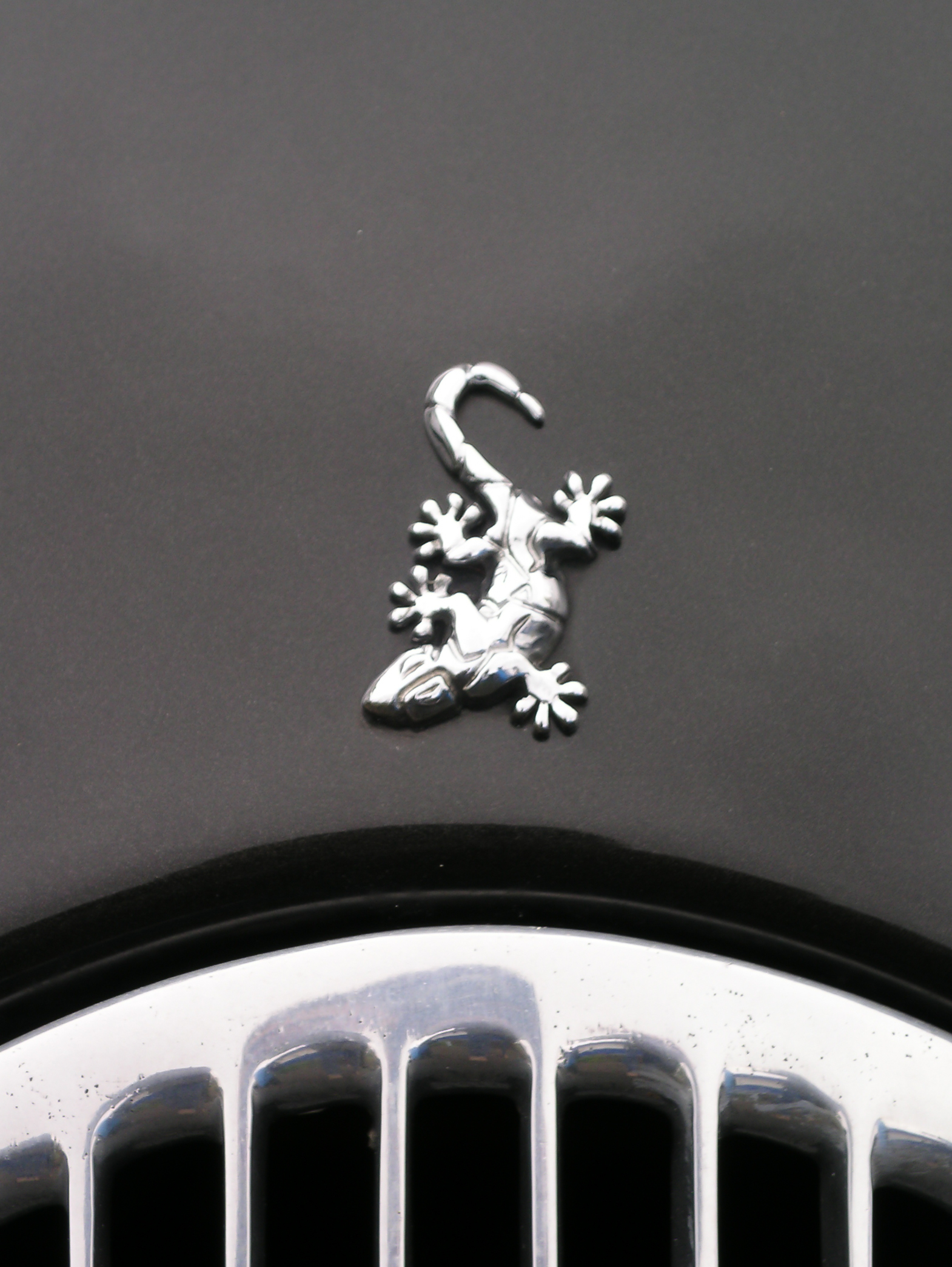
Gecko-Logo auf einer Motorhaube

Wiesmann Automotive ist ein 2015 gegründetes Unternehmen der Automobilfertigung in Dülmen in Westfalen. Es erwarb Markenrechte sowie Grundstück und Produktionsgebäude aus der 2014 begonnenen Liquidation des Markenbegründers Wiesmann und firmiert seit 2017 unter dessen letztem Namen Wiesmann Sports Cars.
Nachdem am 2. Dezember 2015 die Gläubigerversammlung entschieden hatte, das Versteigerungsgebot der britischen Brüder Roheen und Sahir Berry aus London anzunehmen, erklärten diese, weiterhin am Standort Dülmen Sportwagen zu bauen und unter dem Namen Wiesmann Automotive GmbH international zu vermarkten. Dafür sollte ein Betrag in zweistelliger Millionenhöhe in die Entwicklung des Standorts fließen.
Im Februar 2016 wurde der Erwerb der Marke Wiesmann mit Übergabe von Grundstück, Gebäude und darin verbliebenen Werten vollendet. Neuer Geschäftsführer wurde im Oktober Mario Spitzner. Er war von 1990 bis 2014 Leiter Marketing und Vertrieb bei Mercedes-AMG und danach CMO für das italienische Sportbekleidungs-Unternehmen Dainese. Im Juni 2018 schied Spitzner wieder aus.
Die im April 2022 festgestellte Bilanz wies zum Jahresende 2020 bei einer Summe von rund 29,5 Mio. Euro mit ungedeckten Schulden von knapp 26 Mio. fast die Gesamtschulden Wiesmanns bei der Insolvenz aus.
Das von den Brüdern Berry für 2021 angekündigte Coupé (Project Gecko) ging nicht in Serie.
Ein elektrischer Roadster mit 500 kW (680 PS) und einem Drehmoment von 1100 Nm (Projekt Thunderball) wurde für 2024 angekündigt. Dass die erste Jahresproduktion „ausverkauft“ sei, hieß es im Februar 2023 drei Monate nach Beginn der Vorbestellung, doch wurde dabei keine Anzahl genannt.